# Kaspi
Kaspi (gruz. კასპი) – miasto w Gruzji, w regionie Wewnętrzna Kartlia. Ośrodek przemysłowy.